# 김춘삼
김춘삼(金春三, 1928년 2월 1일 ~ 2006년 11월 26일)은 대한민국 거지 출신의 조직폭력배이며 사회운동가이며 예비역 대한민국 육군 상사다. 왕초와 거지왕이라는 별명으로 유명하며 악명 높은 깡패였음에도 불구하고 좋게 포장이 되어 역사왜곡 된 논란이 있는 인물이다. 평안남도 덕천에서 출생하였고 지난날 한때 강원도 철원에서 잠시 유아기를 보낸 적이 있다.

## 생애
그의 자서전 《나는 왕이로소이다》에 의하면 강원도 철원 외가에서 누이와 살다가 8살 때 경상북도 대구로 개가한 어머니를 찾아 나섰다. 
청년기에는 전국의 걸인들에게 영향력을 행사하는 ‘거지왕’으로 불렸다. 1950년대에는 전쟁 고아를 수용하는 합심원을 전국 10여 곳에 세워 부랑아 구제 사업에 나섰다.
그러나 실상은 1960년에 서울특별시 중부시장 일대에서 강도와 조직폭력 행위를 했고, 이로 인해 현상수배를 당하자 서울특별시에서 광주광역시로 도주했다. 또한 고아원의 원생들을 착취하는 것으로 악명이 높았다. 당대의 주먹패 중 최악의 인물이었으며 다른 주먹패들은 자칭 협객이랍시고 여자들에게 함부로 대하진 않았지만 오직 김춘삼만이 아랑곳하지 않고 여자에게도 상습적으로 주먹을 휘둘렀다.
한편, 김춘삼은 자녀들을 자신이 운영하던 보육원에 보낼정도로 인간쓰레기 그 자체였으며 이로 인해 자녀들의 가슴에는 원망과 한으로 남았다. 자녀들을 다른 원생들과 똑같이 구타하고 똑같이 가혹행위하며 똑같이 인격적으로 무시했다. 즉, 다른 원생들과 똑같이 극한까지 고통으로 몰고 갔다.“그저 매 맞고 기합받았던 기억뿐입니다.” “너무나 엄격해서 늘 무섭고 두려운 존재였죠.” 자녀들은 아버지를 이렇게 추억했다. 
1969년 5월 대한자활개척단 단장을 하면서 고유 민속 무용을 보급하기 위해 가칭 한국무용단을 창립했다.
1994년부터는 공해추방국민운동중앙본부를 세워 환경운동에 관심을 가졌으며, 1997년 12월에는 이회창 대통령 후보 지원을 위해 한나라당에 입당하기도 했다.
김춘삼은 2006년 8월 호흡곤란으로 병원에 입원하였으며 폐질환에 패혈증까지 겹치면서 중환자실에서 투병 생활을 해 오다가 그해 11월 26일 서울보훈병원에서 향년 79세로 별세하였고 대전현충원 묘역 사병1-38-24747에 묻혔다.
그의 생애와 관련하여 영화 ‘거지왕(王) 김춘삼(金春三)’, 드라마 ‘왕초’, 다큐멘터리 ‘불효자는 웁니다’ 등 여러 작품으로나왔는대 실제로는 악명 높은 조직폭력배였음에도 불구하고 좋게 포장이 되어 역사왜곡 및 허위사실 논란이 있다.

## 명예 박사 학위
- 조선대학교 명예 법학박사

## 작품
- 1975년 《거지왕 김춘삼》 (이혁수 감독, 이대근 주연)
- 1999년 《왕초》 (차인표 주연)

## 같이 보기
- 김동회